# 垣根表現
垣根表現（英: hedge）とは、応用言語学と語用論（言語学の下位分野）において、発話を和らげるための表現。垣根表現によって話者・筆者は、分類の成員としての意味と典型性における曖昧さを導入または排除できる。G. Lakoff(1973)や入戸野(2008)の定義では曖昧性の導入する機能を有する表現だけでなく、排除するものも垣根表現としているが、Nikula(1997)や山川(2011)では垣根表現の定義を曖昧性を強める表現としており、訳語は統一されていない。

## 日本語の例
- 副詞「おそらく」「わりと」
- 助動詞「っぽい」「らしい」
- 連語表現「かもしれない」「たりして」

## 脚註
1. ↑  近藤佐智子(2009).「中間言語語用論と英語教育」，Sophia Junior College Faculty Journal, 29, 2009, p.84
2. ↑  Lewis, Martha; Lawry, Jonathan (2014). "A label semantics approach to linguistic hedges". International Journal of Approximate Reasoning. 55 (5): 1147–1163. doi:10.1016/j.ijar.2014.01.006.